# Tarentola deserti
Tarentola deserti Boulenger, 1891 è un sauro appartenente alla famiglia dei Fillodattilidi, endemico dell'Africa settentrionale.

## Descrizione
Gli esemplari maschi misurano circa 10 cm, coda esclusa, mentre le femmine circa 8,1 cm. Con tutta la coda, possono arrivare a misurare fino a 19 cm, difatti si tratta di una specie di notevoli dimensioni.
La testa si presenta larga e schiacciata ed il muso è arrotondato. Gli occhi sono di un colore giallastro. Il dorso, sul quale risalta una serie di tubercoli dalla forma appuntita, ha una tonalità di colore variabile che oscilla tra il rosa chiaro, il color carne, l'arancione, il beige e un rossiccio scuro. Spesso, ma non sempre, si aggiungono delle strisce, a volte non presenti su tutto il dorso, con un numero che varia da 5 a 7. Sotto le dita, possiede le caratteristiche strutture lamellari (setae), che gli permettono di restare attaccato ad una superficie.

## Biologia

### Comportamento
Si tratta di una specie territoriale, attiva soprattutto di notte, a partire dal tramonto.

### Alimentazione
La dieta consiste essenzialmente di insetti, tra cui tarme notturne, che sembrano essere il suo pasto principale. Afferra la preda con uno scatto in avanti, tenendosi attaccato alla superficie su cui si trova per mezzo delle zampe posteriori.

### Riproduzione
La riproduzione avviene circa 4-6 volte l'anno. L'accoppiamento si svolge mentre il maschio tiene ferma la femmina mordendola dietro la testa, finché essa non è costretta a cedere. Di norma, vengono deposte due uova.

## Distribuzione e habitat
La specie è endemica del Sahara e ne è stata confermata la presenza in Algeria, Marocco e Tunisia. Il suo habitat è caratterizzato da aree rocciose, zone desertiche come il serir e l'erg, quest'ultimo solo in presenza di alberi. È stata avvistata anche presso oasi con palme e all'interno di abitazioni o rovine. Nonostante si adatti molto facilmente all'ambiente che la circonda, evita di spingersi in zone dove l'acqua scarseggia troppo.
È segnalata fino a 1300 m di altezza.

## Conservazione
La specie occupa un vasto areale e la densità della popolazione è probabilmente è elevata, pertanto la IUCN la considera una specie a rischio minimo (Least Concern), vista anche la sua capacità di adattarsi ad alcune variazioni del suo habitat.
Attualmente non si conoscono particolari minacce per la specie e probabilmente non ve ne sono. Parte del suo areale dovrebbe ricadere in qualche area protetta, tra cui alcuni parchi nazionali della Tunisia, sebbene non si abbia conferma di ciò.